# Fahrchip

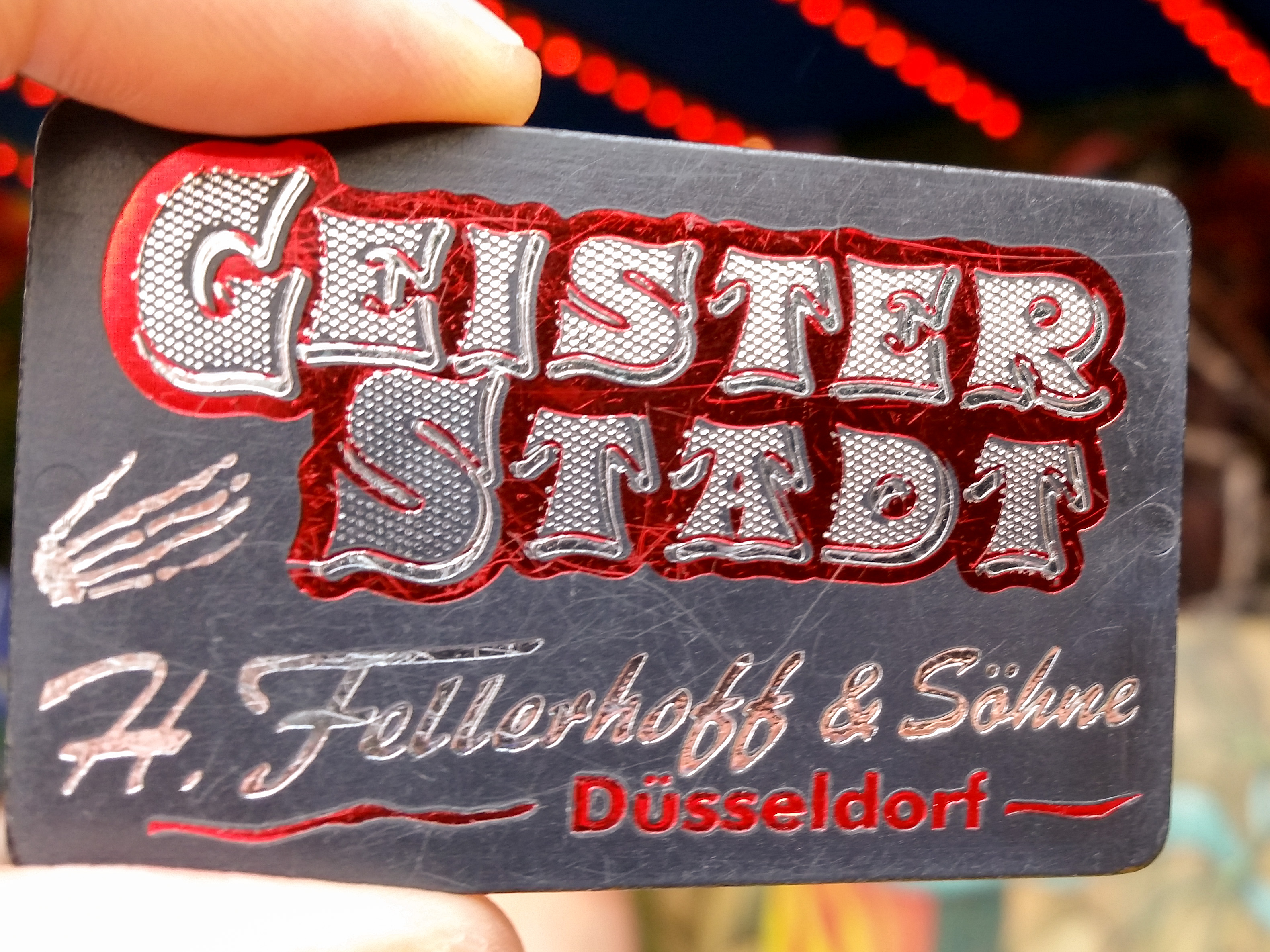
Fahrchip für die Geisterbahn Geisterstadt

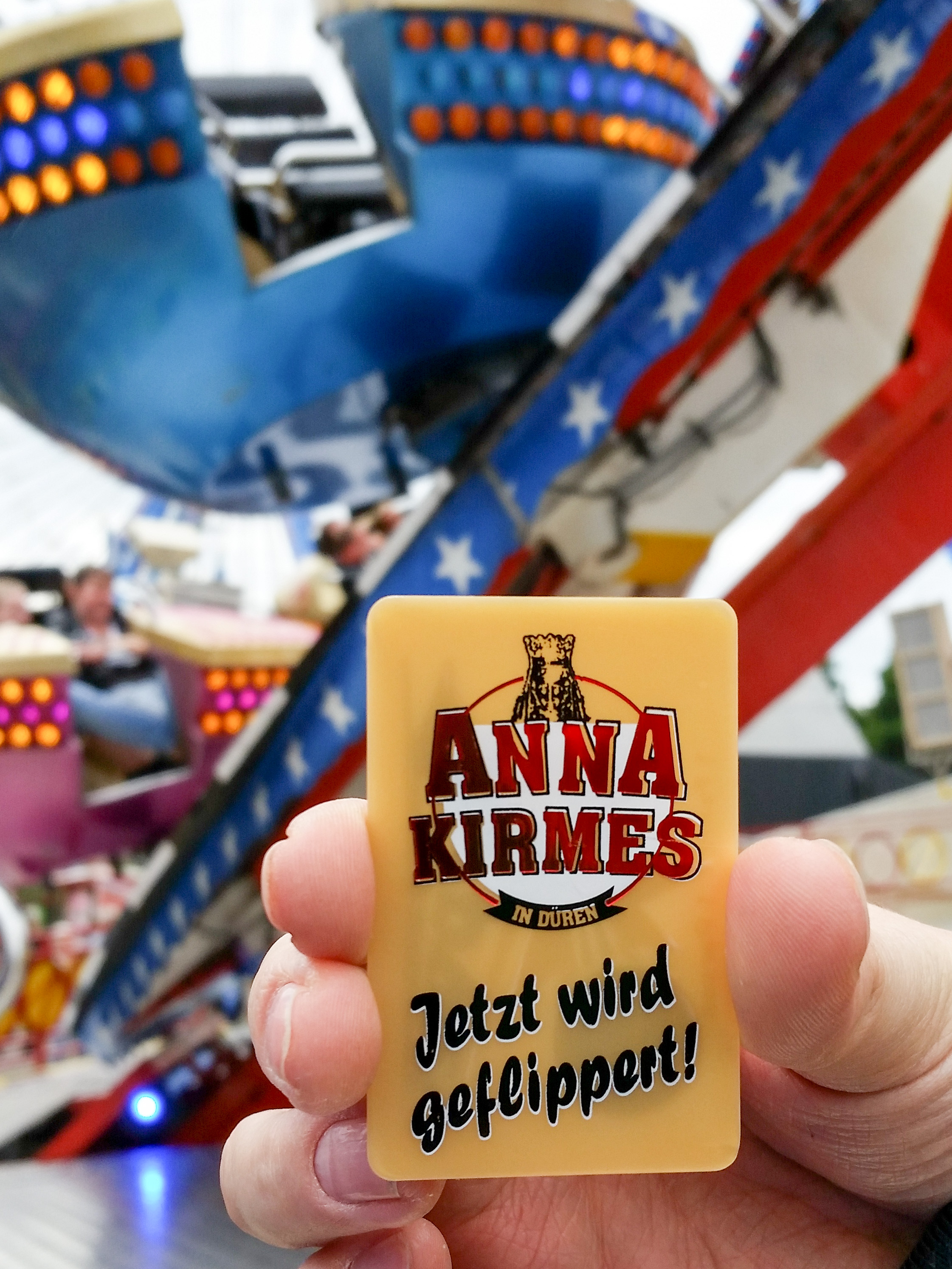
Sonderfahrchip bei der Annakirmes in Düren für den Flipper von Meeß

Fahrchips werden bei Fahrgeschäften als Benutzungsberechtigung verwendet, vergleichbar mit einem Ticket. Im Gegensatz zu einem Ticket haben Fahrchips jedoch keinen Zeitstempel oder andere veränderliche Merkmale. Sie werden an der Kasse eines Fahrgeschäftes erworben und vor Fahrtantritt abgegeben. Ein Fahrchip entspricht dem „Wert“ einer Fahrt; er verbrieft die Berechtigung zur Nutzung des Fahrgeschäftes. In der Regel werden Fahrchips bei Nichtgebrauch vom Schausteller nicht zurückgekauft. Dies wird normalerweise durch den Aushang "Gelöste Fahrchips werden nicht zurückgenommen" oder "Nicht zurückzahlbar" kenntlich gemacht.
Ein Fahrchip besteht üblicherweise aus einem circa zwei Millimeter dicken Kunststoff, in den der Name, das Logo oder eine Abbildung des Fahrgeschäfts eingeprägt sind. Die Form ist oft rechteckig mit abgerundeten Ecken, kreisrund oder oval, in Einzelfällen gibt es allerdings auch ausgefallenere Formen. Die Gestaltung ist in der Regel individuell.
Eine Besonderheit stellen Fahrchips für Autoscooter dar. Diese werden vor der Fahrt nicht abgegeben, sondern am Fahrzeug in einen entsprechenden Schlitz gesteckt, wodurch die Chaise für die Fahrt aktiviert wird. Am Ende der Fahrt, nach Abschalten des Stroms, fällt der Chip nach unten in einen Sammelbehälter.
Eine weitere Besonderheit sind „Ehrenkarten“ genannte Fahrchips. Diese werden von Schaustellern nur an besondere Personen ausgegeben und sind entsprechend seltener. Eine Ehrenkarte entspricht immer einer Freifahrt, berechtigt somit nicht zu mehrfachen Fahrten oder sonstigen Vorzügen gegenüber anderen Fahrgästen.
Fahrchips werden unter anderem aufgrund ihrer Vielfalt von einigen Sammlern gesucht.
Teilweise werden heutzutage jedoch auch an Fahrgeschäften gedruckte Tickets eingesetzt.